# Johann Auffenwerth
Johann Auffenwerth (Augusta, circa 1670 – Augusta, 1728) è stato un ceramista e decoratore tedesco.

## Biografia
Johann Auffenwerth nacque ad Augusta intorno al 1670.
Fu attivo nella sua città natale agli inizi del XVIII secolo, come decoratore e ceramista, firmandosi "J. A. W. Augsburg".
Il suo stile si caratterizzò per un peculiare largo uso di dorature e argentature nella decorazione di piatti, tazze e chinoiseries, per un efficace disegno ed una brillante pennellata nella raffigurazione delle scene e delle figure.
L'attività di Auffenwerth ottenne successo anche grazie ai meriti delle figlie di Johann, Sabina, nata nel 1706, ed Anna Elisabeth, nata nel 1696, che collaborarono con lui strettamente.
Gli esperti d'arte e di manifatture, hanno verificato dopo accurati studi che la produzione artistica della famiglia Auffenwerth, influenzò i modelli decorativi della famosa manifattura di Porcellane di Meissen, soprattutto negli anni venti del Settecento.
Tra gli oggetti attribuiti a Johann Auffenwerth ed alle figlie, si possono menzionare la tazza con sottocoppa conservata al British Museum, caratterizzata dalla raffigurazione di piccole immagini allegoriche, oltre che un'altra con rappresentazioni di Venere, Cupido e una ninfa; inoltre si distinsero per Coffee pot con temi floreali, e per una tazza per il tè conservata al Gardiner Museum di Toronto.
Il tema delle ninfe è presente anche in altri due pezzi conservati presso collezioni private, decorati con preziose dorature.